# Denis Gougeon

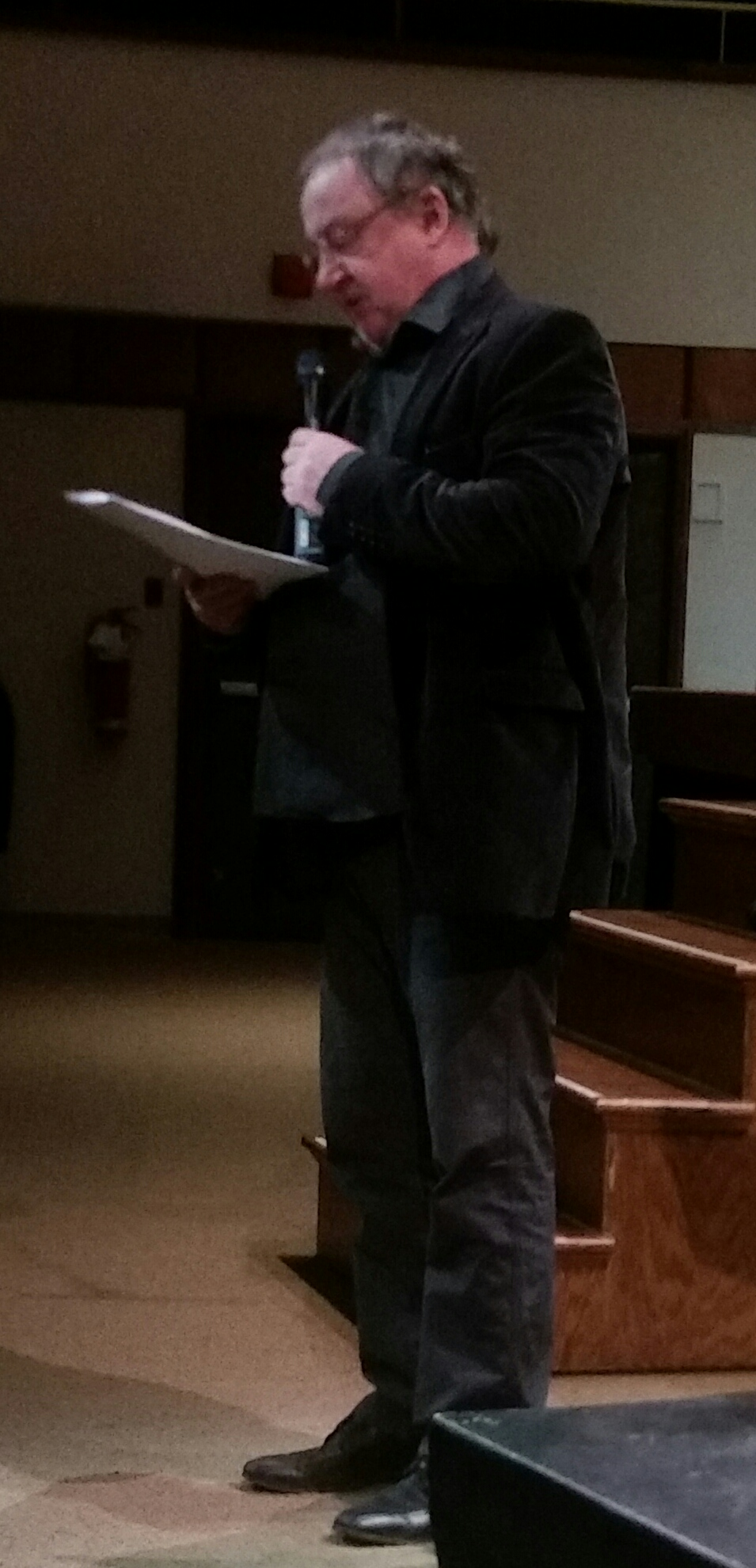
Denis Gougeon

Denis Gougeon (* 16. November 1951 in Granby, Québec) ist ein kanadischer Komponist.

## Leben und Wirken
Gougeon studierte Musikwissenschaft und Gitarre an der École Vincent-d'Indy. Danach nahm er privaten Kompositionsunterricht bei André Prévost und später bei Serge Garant. Er erhielt 1977 den Preis des kanadischen Komponistenverbandes, 1980 den zweiten Preis des Wettbewerbes für junge Komponisten der CBC und im Folgejahr den William St Clair Low Award der Composers, Authors and Publishers Association of Canada (CAPAC).
Er unterrichtete von 1985 bis 1988 an der Universität Montreal und war 1986–87 Gastprofessor für Komposition an der McGill University. 1989 wurde er als Composer in Residence des Orchestre symphonique de Montréal berufen. Von 1982 bis 1990 war er Mitglied der Gesellschaft für avantgardistische Musik Les Événements du neuf.
Gougeon komponierte eine große Anzahl von Auftragswerken (u. a. für die Perkussionistin Marie-Josée Simard, das Orchestre Métropolitain, die Société de musique contemporaine du Québec, die Vancouver New Music Society und das Montreal Symphony Orchestra). Als Mitglied der Groupe des sisses (neben Walter Boudreau, Michel-Georges Brégent, Michel Gonneville, Alain Lalonde und John Rea) wirkte er an mehreren Gemeinschaftskompositionen der Gruppe mit.
Gougeon ist mit der Sopranistin Marie-Danielle Parent verheiratet.

## Werke
- Ludus für vier Schlagzeuge, 1980
- Prophétie 2 für Stimme und Schlagzeug, 1980
- Voix intimes für zwei Soprane, vier Klarinetten und Schlagzeug, 1981
- Dialogues, 1981
- Chants de la nuit für drei Gitarren und Harfe, 1982
- Argile, multimediales Stück für vier Klarinetten, zwei Trompeten, Kontrafagott, Kontrabass, Schlagzeug und Schauspieler, 1983
- Trois Songes für Sopran, zwei Klaviere und Tonband, 1983
- Plaisir d’amour für Klavier, 1983
- Le Jardin mystérieux für kleines Orchester, 1984
- Le Choral des anges für Klavier und Orchester, 1984
- Éternité für Sopran, großes Orchester und Tonband, 1985
- Musique en mémoire für zwei Soprane und Orchester, 1985
- Rondeaujourd’hui, 1985
- Lettre à un ami für Englischhorn, Violine, Cello, Klavier, Synthesizer und Schlagzeug, 1986
- L’Oiseau blessé für Flöte, 1987
- Heureux qui, comme ... für Sopran, Piccoloflöte, Englischhorn, Baritonsaxophon, Streichquartett und Schlagzeug, 1987
- 10 Millions d’anges für Ondes Martenot, Streichquartett und Schlagzeug, 1988
- An Expensive Embarrassment, Kammeroper, 1989
- A l’aventure für großes Orchester, 1990
- Jardin secret für Englischhorn und großes Orchester, 1990
- Un fleuve, une île, une ville für Orchester, 1992 (UA)
- Un train pour l’enfer, 1993 (UA)
- Schauspielmusik zu Roberto Zucco von Bernard-Marie Koltès, 1993 (UA)
- Schauspielmusik zu Maîtres anciens (Alte Meister) von Thomas Bernhard, 1995 (UA)
- Le Piano muet, musikalische Erzählung nach einem Text von Gilles Vigneault, 1995 (UA)
- Jeux de cordes, Streichquartett, 1996 (UA)
- Schauspielmusik zu Passage de L’Indiana von Normand Chaurette
- Schauspielmusik zu Nathan Le Sage, 1997 (UA)
- Emma B., Ballett nach Madame Bovary von Gustave Flaubert, 1999 (UA)
- Konzert für Klavier und Orchester, 1999 (UA)

| Personendaten    | Personendaten         |
| ---------------- | --------------------- |
| NAME             | Gougeon, Denis        |
| KURZBESCHREIBUNG | kanadischer Komponist |
| GEBURTSDATUM     | 16. November 1951     |
| GEBURTSORT       | Granby                |